# Ostromirov evangelij
Ostromirov evangelij (rusko Остроми́рово Ева́нгелие, Ostromírovo Evángelie) je druga najstarejša in najstarejša na pergamentu pisana knjiga Kijevske Rusije. 
Ostromirov evangelij je napisal diakon Gregor za svojega pokrovitelja, novgorodskega posadnika Ostromira leta  1056 ali 1057 (leta 6564 po njegovem sistemu datiranja), verjetno kot darilo samostana, in je najdragocenejši spomenik ruske različice staroslovanskega jezika. Od leta 1806 hranijo rokopis v Ruski nacionalni knjižnici v Sankt Peterburgu (kataloška številka F.p. I.5.).

## Knjiga
Knjiga je iluminiran rokopisni lekcionar evangelija, ki vsebuje le praznična in nedeljska berila. Pisan je v veliki unciali v dveh stolpcih na 294 pergamentnih listih velikosti 20x24 cm. Vsaka stran vsebuje osemnajst vrstic. Knjigo zaključuje pisarjevo obvestilo o okoliščinah njenega nastanka.
Ohranjeni so trije celostranski portreti evangelistov dveh različnih umetnikov. Veliko strani ima okrasne elemente. Velika podobnost med temi in enakovrednimi stranmi v Mstislavovem evangeliju nakazuje, da oba temeljita na skupnem viru, ki je zdaj izgubljen. Oba umetnika, ki sta naslikala portrete evangelistov, sta bila pod močnim bizantinskim vplivom. Zdi se, da slog portretov svetnikov Marka in Luke izhaja iz bizantinskih emajliranih plošč in ne iz rokopisov.
V Novgorodu se je ohranilo več zgodnjih ruskih rokopisov kot v drugih središčih, ker ga Mongoli nikoli niso zavzeli.

## Kasnejša zgodovina
Domneva se, da je bil Evangelij odnesen iz enega od novgorodskih samostanov v osebno zbirko ruskih carjev v moskovskem Kremlju, kjer je bil prvič registriran leta 1701. Peter Veliki je ukazal, da se prenese v Sankt Peterburg, kjer ni bil omenjen do leta 1805, ko so ga odkrili v garderobi pokojne Katarine Velike.
Evangelij je bil deponiran v cesarski javni knjižnici v Sankt Peterburgu, kjer je še vedno. Aleksander Vostokov je bil prvi, ki ga je poglobljeno preučil in dokazal, da cerkvena slovanščina rokopisa odraža starovzhodnoslovansko jezikovno ozadje pisarja. Prva faksimilna izdaja je izšla pod Vostokovovim vodstvom leta 1843.
Leta 1932 je z dragulji posuta platnica knjige napeljala vodovodarja, da je vlomil v zaboj, odstranil in ukradel vezavo in pergamente skril za knjižno omaro. Knjiga je bila hitro najdena, nadomestne vezave pa še do danes nima.